# Dielmissen
Dielmissen là một đô thị trong huyện Holzminden, bang Niedersachsen, Đức. Đô thị Dielmissen có diện tích 7,47 km², dân số thời điểm ngày 31 tháng 12 năm 2006 là người.